# Les équilibristes
Les équilibristes è un film del 1992 diretto da Nikos Papatakis.